# Karsibór (powiat świdwiński)
Karsibór (niem. Karsbaum) – wieś w Polsce położona w województwie zachodniopomorskim, w powiecie świdwińskim, w gminie Brzeżno.

## Etymologia nazwy
Nazwa wsi pochodzi od niemieckiego nazwiska Karsbaum, a to z kolei wywodzi się od rzeczownika Karsbom, co oznacza wiśnia. 
Dawniej nazwa ta zapisywana była również jako Corsenburg, Cerseburg.

## Historia
Badania archeologiczne potwierdziły obecność człowieka na tych terenach już w epokach kamienia i żelaza.
Pierwsza wzmianka o tej miejscowości pochodzi z 1292 roku, kiedy to Albrecht von Brandenburg oddał ziemię świdwińską wraz z zamkiem Corsenburg pod zastaw Mikołajowi von Werle.
W XVI i w XVII wieku miejscowość była posiadłością dziedziców z Brzeźna.
W 1856 roku we wsi zbudowano kościół ewangelicki oraz cmentarz. Karsibór był samodzielną gminą kościelną wchodzącą w skład diecezji pomorskiej Kościoła Ewangelickiego Unii Staropruskiej. W roku 1940 do zboru należało 346 wiernych. Ostatnim pastorem był Wilhelm Rode. Budynek świątyni zburzono w 1956 roku w ramach tzw. Wielkiej Czystki.
W 1939 roku w miejscowości w 98 domostwach mieszkało łącznie 329 osób. Pracowali w niej m.in. kowal, krawiec czy szewc oraz leśniczy. Znajdowały się tu także szkoła, centrum młodzieżowe, kościół, mleczarnia, telegraf, tartak i zajazd.
W marcu 1945 roku do wsi wkroczyły oddziały Armii Czerwonej. Wtedy to wypędzono z niej wszystkich Niemców, jednocześnie zasiedlając te tereny ludnością napływową, która zintegrowała się z dotychczasowymi mieszkańcami.